# Realm of the Mad God
Realm of the Mad God (Tărâmul Zeului Nebun) este un joc multiplayer online masiv tip shooter  co-creat de Wild Shadow Studios și în prezent deținut și dezvoltat de către Games DECA . Acesta a fost publicat în versiune beta din ianuarie 2010, iar versiunea browserului a fost lansată pe 20 iunie 2011.  Pe 20 februarie 2012, jocul a fost disponibil pe platforma Steam pentru Microsoft Windows și OS X. 
Jocul a fost descris ca un „multi-player masiv cu ploaie de gloanțe” cu un stil de artă pixelat pe 8 biți.  Jucătorii controlează personaje care au fost transportate pe tărâmul lui Oryx (detinator fiind Mad God) pentru a deveni hrană pentru numeroșii săi minioni și bestii, pe care jucătorii trebuie să le expedieze. Elementul central al designului jocului este faptul că moartea personajelor este permanentă . O dată cu moartea personajul jucătorului, acesta este pierdut împreună cu tot echipamentul său, cu toate că jucătorul poate stoca o serie de obiecte pentru păstrare într-o cămară cu o capacitate limitată, departe de pericol. Diferitele opțiuni privind clasa personajului ajută, de asemenea, la diversificarea jocul și la susținerea lucrului în echipă. 
Jocul este gratuit în ceea ce priveste accesul, cu micro-tranzacții opționale în joc. Articolele care pot fi cumpărate cu tranzacții opționale variază de la echipamentele la nivel înalt, animale de companie care oferă ajutor jucătorului (prin atacarea inamicilor, vindecarea jucătorului etc.), spațiu crescut de depozitare și caracteristici estetice, cum ar fi piei, cârpe și coloranți. 
Wild Shadow Studios a fost achiziționat de Kabam⁠(d) în iunie 2012 și a obținut Realm of the Mad God o dată cu această achiziție. Kabam a menținut jocul până în iulie 2016, când l-au vândut la DECA Games. 
Acest client de joc este scris în Flash și poate fi redat în browser pe site-ul oficial, pe Kongregate⁠(d), sau poate fi descărcat de pe Steam . A fost anunțat pe 12 iunie 2018 că o versiune remasterizată a clientului se construiește folosind Unity⁠(d) și este în curs de dezvoltare,  care a fost lansată pentru public pentru prima dată printr-un Open Beta la 15 aprilie 2020. 

## Modul de joc
HUD-ul din partea dreaptă afișează o mini-hartă a serverului curent pe care jucătorul se află, precum și statisticile și inventarul personajului curent. Mini-harta tărâmului este inițial goală, dar zonele pot fi dezvăluite pe măsură ce un jucător traversează harta. Chatul cu jucătorii și NPC-urile apare în colțul din stânga jos al ecranului. 
Jocul constă în jucători care trag proiectile și distrug dușmani pentru a câștiga experiență, faimă și echipamente mai bune. Un personaj se mișcă cu ajutorul tastelor WASD și folosește mouse-ul pentru a viza și a trage.  Spre deosebire de practica obișnuită în MMO-uri, experiența pentru uciderea monștrilor este acordată pe deplin fiecărui jucător prezent, mai degrabă decât împărțit. Din această cauză, este în general avantajos să vă grupați atunci când luptați cu inamicii. De asemenea, jucătorii au capacitatea de a teleporta instantaneu către orice alt jucător de pe hartă, într-un timp de 10 secunde. În plus, jucătorii sunt capabili să scape de siguranța Nexus, o zonă sigură în care personajele nu pot fi ucise, la apăsarea unui buton (tastele implicite sunt R și F5). Comenzile pot fi modificate în meniul de opțiuni. 
După ce s-a dobândit o anumită experiență, jucătorului îi crește nivelul și simultan și atributele, permițându-i să devină mai puternic, să lupte cu inamici mai puternici și să deblocheze mai multe clase. Nivelul maxim pe care un jucător îl poate atinge pe orice caracter este nivelul 20, moment în care caracterului nu-i mai sunt oferite noi atribute. În plus față de punctele de experiență, jucătorul câștigă „faimă” pe caracterul lor, care mărește rangul jucătorului (reprezentat de câte „stele” a câștigat jucătorul) atunci când se câștigă suficientă faimă pentru orice personaj. Dacă un personaj a câștigat o faimă deosebit de mare, personajul poate fi plasat în clasamentele jocului la moartea sa. Moartea personajului este permanentă; când un personaj moare, toate statisticile sale și toate echipamentele pe care le purta, se pierd. Jucătorul câștigă faima din moartea personajului lor, în funcție de cât de multă faimă „de bază” a acumulat și dacă au îndeplinit sau nu condiții specifice care sporesc și mai mult câștigul faimei de la un personaj mort. Această faimă câștigată este contorizată și adăugată la soldul general al jucătorului și poate fi utilizată pentru a cumpăra anumite obiecte în joc sau pentru a vă hrăni animalul cu obiecte.
Jucătorii își încep sesiunile de joc în Nexus. Nexus-ul constă din mai multe secțiuni care includ, printre altele: o piață, fântâni de vindecare și portaluri pentru a intra pe tărâmuri. Piața este împrăștiată pe Nexus central, iar jucătorii folosesc de obicei această zonă pentru a tranzacționa cu alți jucători, precum și pentru a cumpăra articole vândute în Nexus folosind Realm Gold (moneda virtuală din joc care poate fi achiziționată cu bani reali). Ocazional, pot apărea pachete în Nexus care pot fi achiziționate cu Fame, mai degrabă decât cu Realm Gold. La nord de piață este o cameră mare care conține mai multe portaluri care duc la „tărâmuri” (instanțe ale hărților jocurilor prezente pe server). Fiecare dintre aceste tărâmuri poartă numele unor monștri puternici din joc (de exemplu: Medusa, Djinn etc.). Capacitatea fiecărui tărâm  de 85 de persoane simultan, iar un tărâm complet nu poate fi introdus până când un jucător din el nu moare sau pleacă.
În timpul jocului, jucătorul este îndreptat către misiuni pentru uciderea monștrilor care sunt indicați printr-un marker roșu la marginea ferestrei jocului. Pe măsură ce caracterul lor se ridică în tărâm, ei sunt ghidați din zonele „Plaje” și „câmpii” de la marginile hărții, prin „podișuri”, „zone alpine” și „Munții” (mai dificili) (de asemenea, cunoscute în joc sub numele de „zonele zeităților”) în centrul hărții. Munții găzduiesc monștri puternici cunoscuți sub numele de „zei”, care sunt semnificativ mai puternici decât ceilalți dușmani din Tărâm, dar oferă și mai multă experiență și pradă mai bună. Înfrângerea anumitor inamici de misiune permite aparișia unor noi zei, mai puternici, de tip „eveniment”, care sunt unici și, adesea, o dată pe tărâm, care pot fi uciși pentru a obține pradă de nivel superior și deschide portaluri către temnițe rare. 
Uciderea monștrilor de nivel superior, cum ar fi zeii, zeitățile de evenimente sau zeitățile de temniță, pot acorda jucătorului poțiuni de atribute permanente. Aceste poțiuni îi permit jucătorului să-și îmbunătățească statisticile personajelor chiar și după ce a atins cel mai înalt nivel, iar personajul poate consuma aceste poțiuni până când atributul corespunzător este maximizat. Aceste creșteri statistice sunt permanente și vor fi menținute pentru viața acelui personaj. Calitatea pietrei funerare a personajului corespunde cantității de atribute maximizate pe care acesta le are în momentul în care moare. 
Odată ce toți eroii de căutare și șefii de evenimente dintr-un tărâm sunt învinși, Oryx închide tărâmul, împiedicând jucătorii să intre în Tărâm. După o întârziere, jucătorii sunt apoi teleportați la Castelul lui Oryx, o temniță de nivel înalt, unde își dau jos minionii și se îndreaptă spre castel. După o confruntare cu gardienii castelului, jucătorii se pot confrunta cu Oryx însuși în camera sa. Castelul lui Oryx conține, de asemenea, o întâlnire alternativă care se declanșează atunci când se îndeplinește o anumită condiție, acordând jucătorilor care aleg această opțiune peste Oryx să lupte cu un șef special și să acceseze mai multe temnițe unice numai pentru șef. Există două versiuni diferite de Oryx. Când „simulacrul” Oryx este învins în camera sa, el aruncă un portal încuiat în Crama, unde se află „adevăratul” Oryx. Portalul poate fi deblocat numai dacă unul dintre jucătorii care au supraviețuit primei lupte Oryx are o „incantație” care deblochează Pivnița de Vinuri, care cade de la diferiți dușmani pe tot parcursul jocului. După ce sunt deblocați, jucătorii pot intra în cramă puternic păzită a lui Dumnezeu nebun și se pot confrunta cu adevăratul Oryx, care este semnificativ mai puternic decât încarnarea sa anterioară și exercită un set complet nou de atacuri. Recompensele luptelor cu șefii Oryx sunt o mare cantitate de faimă și unele echipamente rare și utile. 
Un element major al gameplay-ului Realm of the Mad God sunt temniței. Jucătorii pot obține acces la temnițe fie prin uciderea monstrului care oferă în mod natural portalul temniței, fie prin deschiderea unui jucător portal de temniță prin utilizarea unei chei (adesea achiziționată cu Realm Gold). Majoritatea temnițelor sunt generate cu un aspect aleatoriu (deși unele temnițe există cu un aspect predeterminat), așa că vor avea un aspect diferit la fiecare vizită. Temnițele variază foarte mult în dificultate, de la temnițe foarte ușoare pentru începători, cum ar fi Peștera Piraților sau Păianjenul, până la temnițe precum The Shatters și Lost Halls, care sunt considerate de comunitate mult mai dificile decât chiar și lupta împotriva Oryx. Majoritatea temnițelor de nivel mediu-înalt îi vor oferi jucătorului poțiuni de creștere atributelor permanente. Monștrii din temniță au, de asemenea, șansa de a oferi echipament jucătorului. În plus față de aceste picături, zeitățile temnițelor oferă de obicei jucătorului o mică posibilitate de a obține piese unice și rare de echipamente care nu pot fi găsite nicăieri altundeva. Unele dintre aceste obiecte rare se pot dovedi mai utile jucătorului în funcție de preferințele lor sau de tipul de obiect.
Realm of the Mad God are în prezent 17 clase diferite de jucat. Jucătorii încep doar cu clasa Vrăjitorului (Wizard) deblocată și deblochează succesiv clasele rămase pe măsură ce ajung la nivelul 20 cu fiecare clasă.  Există șase tipuri diferite de arme și trei tipuri diferite de armuri pentru fiecare clasă de utilizat. În plus, fiecare clasă posedă o abilitate specială care este exclusivă clasei respective. În funcție de clasă, o abilitate poate provoca daune explozive, poate provoca îngreunări inamicilor, intrajutorare aliaților, vindecare aliaților sau poate îndeplini o funcție defensivă.
Articolele sunt, în general, clasificate în niveluri, elementele de nivel superior având statistici mai bune.  Unele articole nu sunt clasificate pe nivel și, prin urmare, fie au o denumire „fără rang” (UT), fie o denumire „set cu rang” (ST) dacă fac parte dintr-un set de articole. Exemplele de obiecte includ arme, armuri, inele, abilități, obiecte cu utilizare limitată și accesorii pentru Ziua Păcălilor din Aprilie. Obiectele sunt de obicei oferite în saci atunci când monstrul care îl „transporta” este ucis. Pungile de pradă au următoarele niveluri de culoare, conform rangului (de la cel mai slab la cel mai bun): maro, roz, violet, coș, auriu, cian, albastru, portocaliu, roșu și alb. Un echipament mai bun este de obicei văzut într-o pungă de pradă cu niveluri superioare. Cele mai rare obiecte, fară rang,  tind să cadă în pungi albe și sunt denumite frecvent în comunitate ca „articole din pungi de pradă albe” sau „albele” de această asociație. Multe dintre aceste obiecte cu „pungă albă” pot schimba complet modul în care se joacă o clasă și sunt foarte căutate de jucători. Toate pungile de pradă de la nivelul violet sunt „legate de suflet” (SB) și vor fi văzute doar de jucătorului caruia ia fost oferită. Multe obiecte, cum ar fi poțiuni de creștere a atributelor și majoritatea echipamentelor cu rang înalt, pot fi schimbate între alți jucători, chiar dacă inițial au căzut într-o pungă "legată de suflet". Cu toate acestea, cele mai multe echipamente fără rang sunt "legate de suflet" și, prin urmare, nu pot fi comercializate.
Jocul prezintă bresle care permit un maxim de 50 de jucători. O breaslă îi costă jucătorului fondator 1000 de faimă, oferindu-i un nume, și are o sală a breslei, care poate fi accesată de membrii breslei. La moartea unui membru, faima breslei se câștigă proporțional cu cantitatea de faimă câștigată de jucător. Breslele pot cumpăra upgrade-uri, cum ar fi sălile mai mari ale breslei și trăsături cosmetice, cu faima breslei. 

## Dezvoltare
Jocul a fost creat inițial de Alex Carobus și Rob Shillingsburg, fondatorii studiourilor Wild Shadow, pentru [[{{{2}}}|„Assemblee Competition” de la TIGSource]]⁠(en)[traduceți] în octombrie 2009, ceea ce a limitat concurenții la un eșantion foarte mic de resurse de artă.  Dezvoltatorii au descris că scopul jocului a fost „să reîmprospăteze lucrurile prin încălcarea a cât mai multor „reguli MMO" posibil”  A fost observat și a primit un răspuns bun de la jucători,  determinând dezvoltatorii să lucreze la un joc complet. Jocul a fost lansat în cele din urmă într-o etapă beta pe 10 ianuarie 2010. 
După lansarea inițială, Spry Fox⁠(d) s-a alăturat echipei de dezvoltare, ajutând la lansarea completă a jocului din versiunea beta pe 20 iunie 2011. 
Pentru a ajuta la finanțarea dezvoltării jocului, au fost adăugate microtransacțiuni opționale la joc, atrăgând un răspuns mixt de la jucători.  Dezvoltatorii au apărat microtransacțiile, spunând că „păreau cea mai convenabilă modalitate de a plăti pentru joc... cei care iubesc cu adevărat, pot cheltui cât doresc, ajutându-ne să dezvoltăm jocul" 
Jocul a primit actualizări „la fiecare câteva săptămâni” de la lansare, cu adăugări care includ „temnițe, noi clase de personaje, sute de obiecte și monștri, spațiu bancar, animale de companie, îmbrăcăminte, bresle” și multe altele. 
Pe 20 februarie 2012, jocul a fost disponibil pe platforma de distribuție digitală Steam . 
După un an de dezvoltare a jocului post-lansare, studiourile Wild Shadow au fost achiziționate de Kabam⁠(d) în iunie 2012, o parte din afacere fiind că Spry Fox șă-și vândă acțiunile lui Kabam.  Cofondatorii Wild Shadow, Alex Carobus și Rob Shillingsburg, au plecat amândoi să urmărească alte oportunități după achiziție, în timp ce angajatul Wild Shadow, Willem Rosenthal, a rămas în echipa de dezvoltare prin tranziție până în iunie 2013.   Spryfox a continuat să dezvolte Steambirds Alliance ca succesor spiritual .
Pe 23 iunie 2016, Kabam a anunțat că vor transfera Realm of the Mad God la Deca Games pe 15 iulie. 
Pe 12 iunie 2018, Deca Games a dezvăluit că începuse dezvoltarea unei versiuni Unity a clientului. Un trailer pentru aceasta a fost lansat pe 13 decembrie 2019 și a dezvăluit că versiunea Unity va fi numită Realm of the Mad God Exalt. O versiune beta închisă pentru noul client a început pe 19 martie 2020, oferită Suporterilor jocului care ajunseseră pe locul 2 al Suporterilor. Pe 15 aprilie 2020, clientul beta deschis a fost lansat. 

## Recenzii
Realm of the Mad God a primit în general o recenzie pozitivă din partea criticilor, cu un rating Metacritic de 82/100  și un rating GameRanking de 85,6%. 
IGN a acordat jocului video un scor de 8/10, afirmând că „acest hibrid neobișnuit MMO free-to-play merită fiecare secundă din timpul liber”, criticând totuși controalele, spunând „este păcat de faptul că unele controalele nu sunt la fel de ermetice pe cât ar trebui să fie pentru jocul shooter în stil arcade."  Eurogamer a acordat un rating de 9/10, numind jocul video „superb” și „jocul perfect pentru persoanele care iubesc ideea de jaf în echipă, dar nu își permit să investească timpul necesar tuturor MMO-urilor înainte de experiențele de neuitat”,  și PC Gamer au descris jocul drept „Simpatic și distractiv”, și „una dintre cele mai distinctive experiențe multiplayer” în recenzia lor de 89%. 
RPGFan a criticat natura simplistă a jocului, spunând că „jocul simte în prezent un pic nefinisat”, adăugând totuși că „fără aproape nicio perioadă de pauză, un adevărat sentiment de cooperare și o provocare constantă, Realm of the Mad God este un MMO care nu va învechi niciodată" marcând jocul 78% în general. 